# Адаптиран сценарий
Адаптираният сценарий представлява преработка на съществуващ текст (обикновено литературно произведение или друг филмов сценарий) с цел създаване на филм. Всеки медиен формат има свои специфики, ограничения и изразни средства, които трябва да се вземат предвид при адаптацията. От съществено значение е и начинът, по който авторът на адаптацията — човек със собствен житейски опит, културно влияние и образование — интерпретира оригиналното произведение.
Пренасянето на литературно произведение на голям екран често е предизвикателство. Когато зрителят вече познава оригинала, той подхожда към филма с високи очаквания, базирани на собственото му въображение и естетическо възприятие, оформени по време на четене. Добрата адаптация не е непременно точна и буквална репродукция на текста, а самостоятелно и пълноценно произведение, което стъпва върху литературния си източник, но живее свой собствен живот.
Макар че най-често срещаната форма на филмова адаптация използва роман като основа, във филми се адаптират също и други произведения – документална литература (включително журналистика), автобиографии, комикси, свещени текстове, театрални пиеси, исторически източници и дори други филми. Адаптацията на толкова разнообразни източници е утвърдена практика в киното още от най-ранните му дни през XIX век в Европа. За разлика от римейковете, при които се възпроизвежда вече съществуващ филм, при филмовата адаптация режисьорите обикновено си позволяват по-голяма творческа свобода, като адаптират контекста спрямо аудиторията, жанра или времето, в което действието се развива.